# Pamir Airways-vlucht 112
Op 17 mei 2010 vond een ongeluk plaats met Pamir Airways-vlucht 112. Vlucht 112 vertrok om op 17 mei 8:30 uur lokale tijd (UTC+4:30) vanuit Konduz, Afghanistan met bestemming Kabul. Tien minuten later verdween het toestel, een Antonov An-24, van de radar. Het toestel van de Afghaanse maatschappij had 38 passagiers en 5 bemanningsleden aan boord.
Op 21 mei werd het wrak gevonden. De brokstukken lagen verspreid in de Hindoekoesj. Er werden geen overlevenden gevonden.

## Slachtoffers
Onder de slachtoffers bevonden zich zes buitenlanders.
| Land                | Passagiers | Bemanning | Totaal |
| ------------------- | ---------- | --------- | ------ |
| Afghanistan         | 32         | 5         | 37     |
| Verenigd Koninkrijk | 3          |           | 3      |
| Pakistan            | 2          |           | 2      |
| Verenigde Staten    | 1          |           | 1      |
| Totaal              | 38         | 5         | 43     |